# Paralophia (Geometridae)
Paralophia là một chi bướm đêm thuộc họ Geometridae.